# Christel Alber
Christel Alber (* 1. Juli 1939 in Leipzig) ist eine deutsche Juristin, die von 1996 bis 2004 Richterin am Bundesfinanzhof war.

## Leben

### Ausbildung und berufliche Karriere als Dozentin sowie in der Verwaltung
Nach dem Besuch der Grund- und Oberschule in Sachsen flüchtete sie 1955 mit ihrer Mutter aus der DDR in den Westen. Im hessischen Dillenburg legte sie ihr Abitur ab und studierte anschließend in Marburg und München Rechtswissenschaft. Im Jahre 1964 bestand sie ihr erstes Staatsexamen und absolvierte anschließend im Bezirk des Oberlandesgerichts München ihr Referendariat. Dem zweiten Staatsexamen 1968 folgte im Juli desselben Jahres die Aufnahme in den höheren Dienst der Finanzverwaltung des Freistaats Bayern. 
Zugleich führte sie ihr Studium an der Universität Salzburg fort und promovierte dort 1969 an der rechts- und staatswissenschaftlichen Fakultät. Anfang 1970 trat sie eine Stelle als Sachgebietsleiterin im Finanzamt München-Nord an, bei dem sie bis Anfang 1975 arbeitete. Im Januar 1975 wurde sie als Dozentin an die Landesfinanzschule Bayern in Herrsching am Ammersee abgeordnet. Drei Monate später wechselte sie an die Bayerische Beamtenfachhochschule, um als hauptamtliche Fachhochschullehrerin für Abgabenordnung und bürgerliches Recht zu  unterrichten. 1978 wurde sie in den Rang einer Regierungsdirektorin erhoben. Im Jahr 1980 übertrug man ihr an der Fachhochschule die Leitung der Fachgruppe Abgabenordnung.

### Richterin in der Finanzgerichtsbarkeit
Im Juni 1984 endete ihre Lehrtätigkeit an der Fachhochschule, da sie als Richterin kraft Auftrags zum Finanzgericht München ging. Nach einem Jahr wurde sie zur Richterin am Finanzgericht ernannt. Sie gehörte dem XI. Senat an, der sich hauptsächlich mit Ertragsteuerrecht befasste. Im Juli 1994 wurde sie zur Vorsitzenden Richterin befördert. 
Ab März 1996 gehörte sie dem Bundesfinanzhof an. Hier war sie zunächst dem VIII. Senat zugewiesen. Am 1. Februar 1998 wurde sie vom Präsidium dem VIII. Senat zugeteilt, der für Zoll-, Verbrauchsteuer- und Marktordnungsrecht sowie für allgemeine Fragen des Steuerverwaltungsrechts, insbesondere der steuerlichen Haftung, Abrechnung und Vollstreckung, zuständig ist. Mit Erreichen der Altersgrenze schied sie im Juni 2004 aus dem Gericht aus.

### Sonstige Tätigkeiten
Alber zählt zum Autorenteam des Hübschmann/Hepp/Spitaler, einem Standardkommentar zur Abgaben- und Finanzgerichtsordnung. Zudem brachte sie ab 1981 an der Sozialwissenschaftlichen Fakultät der Ludwig-Maximilians-Universität als Lehrbeauftragte den Studenten der Wirtschaftswissenschaften das öffentliches Recht näher und war ab 1988 Prüferin im zweiten juristischen Staatsexamen. Beide Tätigkeiten übte sie fast bis zum Ende ihrer Richterlaufbahn aus. 